# 1974-es sakkolimpia
A 21. sakkolimpia 1974. június 6. és június 30. között Franciaországban, Nizzában került megrendezésre. Helyszíne a Palais de Expositions volt. A versenyt sorrendben tizenkettedik alkalommal a Szovjetunió válogatottja nyerte. Magyarország a 6. helyen végzett.

## A résztvevők
Az eseményen 75 ország vett részt, 445 versenyzővel, amely a sakkolimpiák történetében mind az országok, mind a részt vevő versenyzők számát tekintve rekordnak volt tekinthető. A mezőny erősségét a megjelent 47 nemzetközi nagymester és 66 nemzetközi mester jelezte.
A szovjet csapat hat nemzetközi nagymesterrel, három korábbi és egy leendő világbajnokkal ezúttal is a verseny esélyesének számított. Az amerikai csapatból hiányzott a regnáló világbajnok Bobby Fischer, aki a címe megnyerése óta nem játszott versenyen, és mivel az olimpia szervezői nem teljesítették azt a kérését, hogy külön teremben mérkőzhessen, ezúttal sem állt a csapat rendelkezésére. Az Élő-pontszámok alapján az amerikaiak még így is a mezőny második legerősebb csapatának számítottak. A szovjetek mögött a dobogóra esélyesek között a két megelőző olimpián ezüstérmet szerzett, hat nagymesterrel felálló magyar válogatottat és az ugyancsak hat nagymesterrel játszó jugoszláv csapatot tartották számon.
A csapatok 6 főt nevezhettek, akik közül egyidejűleg négy játszott. Meg kellett adni a játékosok közötti erősorrendet, és az egyes fordulókban ennek megfelelően ülhettek le a táblákhoz. Ez lehetővé tette, hogy táblánként állapítsák meg és hirdessék ki a legjobb egyéni eredményt elérőket.

## A verseny lefolyása
A 75 csapatot 8 elődöntő csoportba sorsolták, amelyekből az első két helyezett jutott az „A” döntőbe, a 3–4. helyezett a „B” döntő, az 5–6. helyezett a „C” döntő, a többiek a „D” döntő mezőnyét alkották.
A verseny az elődöntőben és a döntőkben is körmérkőzéses formában zajlott. A döntőbe jutott csapatok az elődöntőbeli egymás elleni eredményüket tovább vitték a döntőbe. A csapat eredményét az egyes versenyzők által megszerzett pontok alapján számolták. Holtverseny esetén a csapateredményeket vették figyelembe, ahol a csapatgyőzelem 2 pontot, a döntetlen 1 pontot ért. Ha ez is egyenlő volt, akkor a csapatok egymás elleni eredménye döntött. A játszmákban 2 óra 30 perc állt rendelkezésre 40 lépés megtételéhez, majd további óránként 16 lépést kellett megtenni.
A versenyből a selejtezők idején menet közben visszalépett a csak két játékossal megjelenő Nicaragua csapata. A Dél-afrikai Köztársaságot Rhodesiával egyetemben a sakkolimpia idején tartott FIDE-kongresszuson politikai okok (fajüldözés) miatt kizárták a nemzetközi szövetségből. Így három fordulóval a verseny vége előtt a Dél-afrikai Köztársaságot a versenyből is kizárták, addigi eredményeiket törölték, és a lejátszott játszmáikat barátságos játszmáknak tekintették; ellenben Rhodesia, ha nehezen is, de befejezte a versenyt.
A versenyt nagy fölénnyel, játszmaveszteség nélkül, sorban tizenkettedszer a címvédő szovjet csapat nyerte Jugoszlávia és az Amerikai Egyesült Államok előtt. Magyarország három csapatvereségét mind mögötte végző csapatoktól szenvedte el, így a szoros élmezőny végén a 6. helyen végzett.

## A verseny eredményei

### Elődöntők
- 1. csoport: 1. Szovjetunió 29, 2. Wales 21, 3. Skócia 21, 4. Lengyelország 20, 5. Brazília 19, 6. Mongólia 15, 7. Puerto Rico 11, 8. Jordánia 5, 9. Holland Antillák 3.
- 2. csoport: 1. Amerikai Egyesült Államok 26½, 2. Anglia 24½, 3. Dánia 20½, 4. Kanada 20½, 5. Ausztrália 19½, 6. Ecuador 11, 7. Luxemburg 8, 8. Panama 7½, 9. Rhodesia 6.
- 3. csoport: 1. Jugoszlávia 25½, 2. Finnország 23, 3. Kuba 22½, 4. Olaszország 19, 5. Irán 16, 6. Venezuela 12½, 7. Pakisztán 12, 8. Uruguay 7½, 9. Irak 6.
- 4. csoport: 1. Magyarország 28½, 2. Spanyolország 22½, 3. Belgium 19, 4. Tunézia 17½, 5. Chile 17, 6. Szíria 13½, 7. Málta 11, 8. Malajzia 8, 9. Japán 7, 10. Nicaragua -.
- 5. csoport: 1. Német Szövetségi Köztársaság 27, 2. Svédország 24, 3. Izland 21, 4. Portugália 20, 5. Dél-afrikai Köztársaság 19, 6. Írország 15, 7. Hongkong 8½, 8. Guernsey 5, 9. Trinidad és Tobago 4½.
- 6. csoport: 1. Csehszlovákia 28½, 2. Románia 25, 3. Norvégia 22½, 4. Kolumbia 19½, 5. Új-Zéland 13½, 6. Szingapúr 11½, 7. Libanon 11, 8. Monaco 9, 9. Andorra 3½.
- 7. csoport: 1. Bulgária 27, 2. Fülöp-szigetek 26½, 3. Izrael 24½, 4. Franciaország 24, 5. Indonézia 22½, 6. Törökország 17, 7. Dominikai Köztársaság 16, 8. Feröer-szigetek 9½, 9. Ciprus 8½, 10. Brit Virgin-szigetek 4½.
- 8. csoport: 1. Hollandia 26, 2. Argentína 26, 3. Ausztria 23½, 4. Svájc 20, 5. Görögország 16½, 6. Mexikó 15½, 7. Marokkó 10½, 8. Amerikai Virgin-szigetek 3, 9. Bahama-szigetek 3.

### Az „A” döntő végeredménye
| H. | Csapat                    | 1  | 2  | 3  | 4  | 5  | 6  | 7  | 8  | 9  | 10 | 11 | 12 | 13 | 14 | 15 | 16 | Pont | CsP | +  | = | -  |
| -- | ------------------------- | -- | -- | -- | -- | -- | -- | -- | -- | -- | -- | -- | -- | -- | -- | -- | -- | ---- | --- | -- | - | -- |
| 1  | Szovjetunió               | ×  | 2½ | 3  | 2  | 3  | 2  | 3½ | 3½ | 3  | 3  | 3½ | 4  | 2½ | 2½ | 4  | 4  | 46   | 28  | 13 | 2 | 0  |
| 2  | Jugoszlávia               | 1½ | ×  | 1½ | 2  | 2½ | 1  | 2½ | 2  | 3½ | 2  | 3  | 3½ | 3  | 3½ | 2  | 4  | 37½  | 20  | 8  | 4 | 3  |
| 3  | Amerikai Egyesült Államok | 1  | 2½ | ×  | 1½ | 2½ | 2  | 1½ | 3  | 2½ | 3  | 2  | 3  | 3½ | 2½ | 3½ | 2½ | 36½  | 22  | 10 | 2 | 3  |
| 4  | Bulgária                  | 2  | 2  | 2½ | ×  | 2  | 1½ | 2  | 2  | 2  | 3  | 3  | 3  | 3  | 2  | 2½ | 4  | 36½  | 21  | 7  | 7 | 1  |
| 5  | Hollandia                 | 1  | 1½ | 1½ | 2  | ×  | 2  | 2  | 2  | 2½ | 2½ | 3½ | 2½ | 2½ | 3  | 3  | 4  | 35½  | 20  | 8  | 4 | 3  |
| 6  | Magyarország              | 2  | 3  | 2  | 2½ | 2  | ×  | 2½ | 1  | 1½ | 2½ | 1  | 2½ | 2½ | 3½ | 3  | 3½ | 35   | 21  | 9  | 3 | 3  |
| 7  | NSZK                      | ½  | 1½ | 2½ | 2  | 2  | 1½ | ×  | 2  | 2  | 2½ | 2½ | 2½ | 2  | 2½ | 3  | 3  | 32   | 19  | 7  | 5 | 3  |
| 8  | Románia                   | ½  | 2  | 1  | 2  | 2  | 3  | 2  | ×  | 2  | 2  | 2  | 2  | 3  | 1  | 2½ | 2½ | 29½  | 16  | 4  | 8 | 3  |
| 9  | Csehszlovákia             | 1  | ½  | 1½ | 2  | 1½ | 2½ | 2  | 2  | ×  | 3  | 1  | 1½ | 2  | 3  | 3½ | 2½ | 29½  | 14  | 5  | 4 | 6  |
| 10 | Anglia                    | 1  | 2  | 1  | 1  | 1½ | 1½ | 1½ | 2  | 1  | ×  | 2  | 2  | 2  | 2  | 2  | 3½ | 26   | 9   | 1  | 7 | 7  |
| 11 | Fülöp-szigetek            | ½  | 1  | 2  | 1  | ½  | 3  | 1½ | 2  | 3  | 2  | ×  | 1  | 1  | 2  | 2½ | 2½ | 25½  | 12  | 4  | 4 | 7  |
| 12 | Spanyolország             | 0  | ½  | 1  | 1  | 1½ | 1½ | 1½ | 2  | 2½ | 2  | 3  | ×  | 2  | 2½ | 1½ | 3  | 25½  | 11  | 4  | 3 | 8  |
| 13 | Svédország                | 1½ | 1  | ½  | 1  | 1½ | 1½ | 2  | 1  | 2  | 2  | 3  | 2  | ×  | 2  | 1½ | 2½ | 25   | 9   | 2  | 5 | 8  |
| 14 | Argentína                 | 1½ | ½  | 1½ | 2  | 1  | ½  | 1½ | 3  | 1  | 2  | 2  | 1½ | 2  | ×  | 2  | 1½ | 23½  | 7   | 1  | 5 | 9  |
| 15 | Finnország                | 0  | 2  | ½  | 1½ | 1  | 1  | 1  | 1½ | ½  | 2  | 1½ | 2½ | 2½ | 2  | ×  | 2½ | 22   | 9   | 3  | 3 | 9  |
| 16 | Wales                     | 0  | 0  | 1½ | 0  | 0  | ½  | 1  | 1½ | 1½ | ½  | 1½ | 1  | 1½ | 2½ | 1½ | ×  | 14½  | 2   | 1  | 0 | 14 |

## Az egyéni legjobb pontszerzők
Táblánként az első három legjobb százalékos arányt elérő versenyzőt díjazták éremmel az elődöntőben és a döntőben elért összesített eredményeik alapján. A szervezők által megállapított helyezések több esetben nem a valóságos eredménynek megfelelőek voltak.
| H. | Versenyző neve  | Ország                | Döntő | Pont | Játszmaszám | Százalék |
| -- | --------------- | --------------------- | ----- | ---- | ----------- | -------- |
|    | Anatolij Karpov | Szovjetunió           | A     | 12   | 14          | 85,7     |
|    | Alberto Delgado | Dominikai Köztársaság | D     | 16½  | 22          | 75       |
|    | Eugenio Torre   | Fülöp-szigetek        | A     | 14   | 19          | 73,7     |
|    | Sergio Mariotti | Olaszország           | B     | 14   | 19          | 73,7     |
| H. | Versenyző neve      | Ország      | Döntő | Pont | Játszmaszám | Százalék |
| -- | ------------------- | ----------- | ----- | ---- | ----------- | -------- |
|    | Andreas Dückstein   | Ausztria    | B     | 10   | 12          | 83,3     |
|    | Zahiruddin Farooqui | Pakisztán   | D     | 16½  | 21          | 78,6     |
|    | Viktor Korcsnoj     | Szovjetunió | A     | 11½  | 15          | 76,7     |
| H. | Versenyző neve    | Ország           | Döntő | Pont | Játszmaszám | Százalék |
| -- | ----------------- | ---------------- | ----- | ---- | ----------- | -------- |
|    | Johan Loon        | Holland Antillák | E     | 7½   | 9           | 83,3     |
|    | Borisz Szpasszkij | Szovjetunió      | A     | 11   | 15          | 73,3     |
|    | Helmut Pfleger    | NSZK             | A     | 6½   | 9           | 72,2     |
| H. | Versenyző neve    | Ország      | Döntő | Pont | Játszmaszám | Százalék |
| -- | ----------------- | ----------- | ----- | ---- | ----------- | -------- |
|    | Tigran Petroszján | Szovjetunió | A     | 12½  | 14          | 89,3     |
|    | Michael Woodhams  | Ausztrália  | C     | 15½  | 18          | 86,1     |
|    | Shimon Kagan      | Izrael      | B     | 13   | 16          | 81,3     |
| H. | Versenyző neve        | Ország      | Döntő | Pont | Játszmaszám | Százalék |
| -- | --------------------- | ----------- | ----- | ---- | ----------- | -------- |
|    | Mihail Tal            | Szovjetunió | A     | 11½  | 15          | 76,7     |
|    | Dragoljub Velimirović | Jugoszlávia | A     | 9    | 12          | 75       |
|    | Boris de Greiff       | Kolumbia    | B     | 9    | 12          | 75       |
| H. | Versenyző neve      | Ország                    | Döntő | Pont | Játszmaszám | Százalék |
| -- | ------------------- | ------------------------- | ----- | ---- | ----------- | -------- |
|    | James Edward Tarjan | Amerikai Egyesült Államok | A     | 11   | 13          | 84,6     |
|    | Franciscus Kuijpers | Hollandia                 | A     | 11   | 13          | 84,6     |
|    | Gennagyij Kuzmin    | Szovjetunió               | A     | 12½  | 15          | 83,3     |

## A dobogón végzett csapatok tagjainak egyéni eredményei
| Szovjetunió - Anatolij Karpov (+10 -0 =4) - Viktor Korcsnoj (+8 −0 =7) - Borisz Szpasszkij (+7 −0 =8) - Tigran Petroszján (+11 −0 =3) - Mihail Tal (+8 −0 =7) - Gennagyij Kuzmin (+10 −0 =5) | Jugoszlávia - Svetozar Gligorić (+5 −2 =10) - Ljubomir Ljubojevics (+6 -2 =7) - Borislav Ivkov (+8 −1 =8) - Albin Planinc (+9 −1 =5) - Dragoljub Velimirović (+8 −2 =2) - Bruno Parma (+6 −0 =6) | Amerikai Egyesült Államok - Lubomir Kavalek (+5 -3 =7) - Robert Byrne (+8 −0 =8) - Walter Shawn Browne (+7 −3 =7) - Samuel Reshevsky (+5 −2 =4) - William James Lombardy (+9 −3 =4) - James Edward Tarjan (+9 −0 =4) |

## A legjobb játszma díja
- Az 1000 dolláros különdíjat nyerte a következő játszma: Stean, Michael (ENG) – Browne, Walter Shawn (USA) 1–0

A díjra javasolták még az alábbi játszmákat:
- Sax, Gyula (HUN) – Kestler, Hans Günther (GER) 0–1
- Padevsky, Nikola (BUL) – Whiteley, Andrew (ENG) 1–0
- Korchnoi, Viktor (URS) – Quinteros, Miguel Ángel (ARG) 1–0
- Rantanen, Yrjö (FIN) – Reshevsky, Samuel Herman (USA) 0–1
- Uddenfeldt, Dan (SWE) – Reshevsky, Samuel Herman (USA) 0–1
- Jones, Iolo (WLS) – Dueball, Jürgen (GER) 0–1
- Portisch, Lajos (HUN) – Radulov, Ivan (BUL) 1–0
- Petrosian, Tigran (URS) – Visier Segovia, Fernando (ESP) 1–0

## A magyar versenyzők eredményei
| Forduló                            | Ellenfél                           | Portisch Lajos 2645    | Portisch Lajos 2645 | Bilek István 2475      | Bilek István 2475 | Csom István 2540    | Csom István 2540 | Ribli Zoltán 2525     | Ribli Zoltán 2525 | Forintos Győző 2490  | Forintos Győző 2490 | Sax Gyula 2505   | Sax Gyula 2505 | Pont |
| ---------------------------------- | ---------------------------------- | ---------------------- | ------------------- | ---------------------- | ----------------- | ------------------- | ---------------- | --------------------- | ----------------- | -------------------- | ------------------- | ---------------- | -------------- | ---- |
| Elődöntő (4. csoport)              |                                    |                        |                     |                        |                   |                     |                  |                       |                   |                      |                     |                  |                |      |
| 1                                  | Málta                              |                        |                     | Camilleri 2225         | ½                 | Attard -            | 1                | Gouder -              | 1                 |                      |                     | Cilia Vincenti - | 1              | 3½   |
| 2                                  | Tunézia                            |                        |                     |                        |                   | Bouaziz -           | 1                | Belkadi -             | ½                 | Tabbane -            | 1                   | Najar -          | 1              | 3½   |
| 3                                  | Malajzia                           |                        |                     | Chan Mun Fye -         | 1                 |                     |                  | Choo Min Wang -       | 1                 | Jamaluddin -         | 1                   | Ng -             | 1              | 4    |
| 4                                  | Szíria                             | Kassabe -              | 1                   | Tabba -                | 1                 | Arik -              | 1                |                       |                   | Kabbani -            | 1                   |                  |                | 4    |
| 5                                  | Japán                              |                        |                     | Gonda -                | 1                 | Hamada -            | 1                | Arita -               | 1                 |                      |                     | Tatsutomi -      | 1              | 4    |
| 6                                  | Nicaragua                          |                        |                     |                        |                   |                     |                  |                       |                   |                      |                     |                  |                |      |
| 7                                  | Chile                              | Silva Sánchez 2395     | 1                   | Donoso Velasco 2395    | 1                 |                     |                  | Godoy Bugueño 2360    | 1                 | Stekel Grunberg 2370 | 1                   |                  |                | 4    |
| 8                                  | Belgium                            |                        |                     | Van Seters 2325        | 1                 | Bonne -             | ½                | De Bruycker -         | ½                 |                      |                     | Wostin 2265      | 1              | 3    |
| 9                                  | Spanyolország                      | Pomar Salamanca 2425   | ½                   |                        |                   | Calvio Mínguez 2460 | ½                |                       |                   | Bellón López 2405    | ½                   | Sanz Alonso 2320 | 1              | 2½   |
| „A” döntő                          |                                    |                        |                     |                        |                   |                     |                  |                       |                   |                      |                     |                  |                |      |
| 1                                  | Spanyolország                      |                        |                     |                        |                   |                     |                  |                       |                   |                      |                     |                  |                | 2½   |
| 2                                  | Argentína                          | Quinteros 2495         | 1                   | Sanguineti 2530        | ½                 |                     |                  | Miguel Najdorf 2520   | 1                 |                      |                     | Rubinetti 2415   | 1              | 3½   |
| 3                                  | Fülöp-szigetek                     | Torre 2450             | 0                   |                        |                   | Cardoso 2385        | ½                |                       |                   | Naranja 2395         | ½                   | Bordonada -      | 0              | 1    |
| 4                                  | Svédország                         | Andersson 2580         | ½                   | Ornstein 2430          | ½                 | Jansson 2380        | 1                | Liljedahl 2330        | ½                 |                      |                     |                  |                | 2½   |
| 5                                  | Jugoszlávia                        | Gligorić 2585          | 1                   |                        |                   | Ljubojević 2605     | ½                | Velimirović 2530      | 1                 |                      |                     | Parma 2510       | ½              | 3    |
| 6                                  | Amerikai Egyesült Államok          |                        |                     | Kavalek 2625           | ½                 | Byrne 2595          | ½                | Browne 2575           | ½                 |                      |                     | Reshevsky 2550   | ½              | 2    |
| 7                                  | Wales                              | Jones 2210             | ½                   |                        |                   | Cooper 2215         | 1                | Sully -               | 1                 | Trevelyan -          | 1                   |                  |                | 3½   |
| 8                                  | Románia                            | Gheorghiu 2540         | ½                   |                        |                   | Ciocâltea 2470      | 0                | Ghizdavu 2420         | ½                 |                      |                     | Pavlov 2355      | 0              | 1    |
| 9                                  | Csehszlovákia                      | Hort 2600              | ½                   | Jansa 2535             | ½                 |                     |                  | Filip 2495            | ½                 | Plachetka 2405       | 0                   |                  |                | 1½   |
| 10                                 | Szovjetunió                        | Borisz Szpasszkij 2650 | ½                   | Tigran Petroszján 2640 | ½                 | Mihail Tal 2635     | ½                | Gennagyij Kuzmin 2600 | ½                 |                      |                     |                  |                | 2    |
| 11                                 | Anglia                             | Hartston 2480          | 0                   | Penrose 2450           | 1                 | Whiteley 2340       | ½                |                       |                   |                      |                     | Markland 2390    | 1              | 2½   |
| 12                                 | Finnország                         | Westerinen 2465        | ½                   | Rantanen 2410          | 1                 |                     |                  | Venäläinen -          | ½                 |                      |                     | Raaste -         | 1              | 3    |
| 13                                 | NSZK                               | Schmid 2550            | 1                   | Hecht 2515             | 1                 | Dueball 2455        | ½                |                       |                   |                      |                     | Kestler 2410     | 0              | 2½   |
| 14                                 | Bulgária                           | Radulov 2490           | 1                   | Padevsky 2480          | 0                 | Spasov 2430         | 1                | Kirov 2465            | ½                 |                      |                     |                  |                | 2½   |
| 15                                 | Hollandia                          | Timman 2540            | ½                   |                        |                   | Donner 2495         | ½                | Ree 2425              | ½                 | Enklaar 2425         | ½                   |                  |                | 2    |
| Szerzett pontszám (Játszmák száma) | Szerzett pontszám (Játszmák száma) | 10 (16)                | 10 (16)             | 11 (15)                | 11 (15)           | 11½ (17)            | 11½ (17)         | 12 (17)               | 12 (17)           | 6½ (9)               | 6½ (9)              | 10 (14)          | 10 (14)        |      |
| Teljesítményérték                  | Teljesítményérték                  | 2573                   | 2573                | 2586                   | 2586              | 2513                | 2513             | 2518                  | 2518              | 2477                 | 2477                | 2473             | 2473           |      |